# Copa del Generalísimo 1949/50
Die Copa del Generalísimo 1949/50 war die 46. Austragung des spanischen Fußballpokalwettbewerbes, der heute unter dem Namen Copa del Rey stattfindet.
Der Wettbewerb startete am 27. November 1949 und endete mit dem Finale am 28. Mai 1950 im Nuevo Estadio Chamartín in Madrid. Titelverteidiger des Pokalwettbewerbes war der FC Valencia. Den Titel gewann Atlético Bilbao durch einen 4:1-Erfolg nach Verlängerung im Finale gegen Real Valladolid.

## Erste Runde
Die Spiele wurden am 27. November 1949 ausgetragen.
|              | Ergebnis |                           |
| ------------ | -------- | ------------------------- |
| UD Orensana  | 4:1      | Arosa SD                  |
| SG Lucense   | 0:1      | Club Ferrol               |
| Real Gijón   | 2:1      | Gimnástica de Torrelavega |
| FC Barakaldo | 1:1      | SD Erandio Club           |
| CA Osasuna   | 4:2      | CD Numancia               |
| FC Badalona  | 2:1      | UD Lérida                 |
| CD Mestalla  | 0:1      | Levante UD                |
| CD Alcoyano  | 3:1      | Albacete Balompié         |
| FC Cartagena | 4:1      | FC Elche                  |
| RCD Córdoba  | 2:3      | RCD Mallorca              |
| UD Salamanca | 1:2      | AD Plus Ultra             |
| Real Linense | 3:1      | Atlético Tetuán           |

- CD Castellón, FC Girona, FC Granada, Hércules Alicante, Real Murcia, CD Sabadell, Real Santander und Real Saragossa erhielten ein Freilos.

### Entscheidungsspiele
Das Spiel wurde am 29. November in Erandio ausgetragen.
|              | Ergebnis |                 |
| ------------ | -------- | --------------- |
| FC Barakaldo | 2:0      | SD Erandio Club |

## Zweite Runde
Die Spiele wurden am 25. Dezember 1949 ausgetragen.
|                | Ergebnis |                   |
| -------------- | -------- | ----------------- |
| UD Orensana    | 0:0      | Club Ferrol       |
| Real Santander | 4:1      | Real Gijón        |
| FC Barakaldo   | 2:0      | CA Osasuna        |
| AD Plus Ultra  | 6:1      | Real Saragossa    |
| FC Girona      | 2:1      | CD Sabadell       |
| FC Badalona    | 0:3      | RCD Mallorca      |
| CD Castellón   | 0:2      | Levante UD        |
| CD Alcoyano    | 4:1      | Hércules Alicante |
| FC Cartagena   | 3:0      | Real Murcia       |
| FC Granada     | 2:3      | Real Linense      |

### Entscheidungsspiele
Das Spiel wurde am 6. Januar in Ourense ausgetragen.
|             | Ergebnis |             |
| ----------- | -------- | ----------- |
| UD Orensana | 3:4      | Club Ferrol |

## Dritte Runde
Die Spiele wurden am 19. März 1950 ausgetragen.
|                         | Ergebnis |                |
| ----------------------- | -------- | -------------- |
| Club Ferrol             | 0:2      | Real Oviedo    |
| AD Plus Ultra           | 1:2      | Real Santander |
| Real Sociedad           | 2:0      | FC Barakaldo   |
| RCD Español             | 4:1      | FC Girona      |
| Gimnástico de Tarragona | 2:1      | Levante UD     |
| RCD Mallorca            | 1:0      | CD Alcoyano    |
| CD Málaga               | 2:1      | FC Cartagena   |
| FC Sevilla              | 5:0      | Real Linense   |

## Achtelfinale
Die Hinspiele wurden am 30. April, die Rückspiele am 7. Mai 1950 ausgetragen.
|                 | Gesamt |                         | Hinspiel | Rückspiel |
| --------------- | ------ | ----------------------- | -------- | --------- |
| Atlético Bilbao | 2:1    | RCD Español             | 1:0      | 1:1       |
| CF Barcelona    | 5:6    | Real Santander          | 4:1      | 1:5       |
| Celta Vigo      | 1:2    | Real Oviedo             | 1:1      | 0:1       |
| Real Madrid     | 8:1    | Gimnástico de Tarragona | 1:0      | 7:1       |
| CD Málaga       | 6:7    | Atlético Madrid         | 4:3      | 2:4       |
| RCD Mallorca    | 03:12  | FC Valencia             | 3:4      | 0:8       |
| Real Sociedad   | 1:3    | Real Valladolid         | 0:1      | 1:2       |
| FC Sevilla      | 5:3    | Deportivo La Coruña     | 4:2      | 1:1       |

## Viertelfinale
Die Hinspiele wurden am 14. Mai, die Rückspiele am 18. Mai 1950 ausgetragen.
|                 | Gesamt |                 | Hinspiel | Rückspiel |
| --------------- | ------ | --------------- | -------- | --------- |
| Atlético Bilbao | 13:50  | Real Oviedo     | 8:2      | 5:3       |
| Real Madrid     | 6:4    | Atlético Madrid | 6:3      | 0:1       |
| Real Santander  | 3:6    | FC Valencia     | 3:0      | 0:6       |
| Real Valladolid | 8:4    | FC Sevilla      | 6:0      | 2:4       |

## Halbfinale
Die Hinspiele wurden am 21. Mai, die Rückspiele am 24. Mai 1950 ausgetragen.
|                 | Gesamt |                 | Hinspiel | Rückspiel |
| --------------- | ------ | --------------- | -------- | --------- |
| Real Madrid     | 3:5    | Real Valladolid | 2:2      | 1:3       |
| Atlético Bilbao | 8:7    | FC Valencia     | 5:1      | 3:6       |

## Finale
| Atlético Bilbao                                  | Atlético Bilbao | Real Valladolid | Real Valladolid |
| ------------------------------------------------ | --- | --- | --------------- |
| Atlético Bilbao                                  | \| 28. Mai 1950 in Madrid (Nuevo Estadio Chamartín) \| \| Ergebnis: 4:1 n. V. (1:1, 1:0) \| \| Zuschauer: 80.000 \| \| Schiedsrichter: Ramón Azón Roma \|                           | \| 28. Mai 1950 in Madrid (Nuevo Estadio Chamartín) \| \| Ergebnis: 4:1 n. V. (1:1, 1:0) \| \| Zuschauer: 80.000 \| \| Schiedsrichter: Ramón Azón Roma \|                                                            | Real Valladolid |
| Atlético Bilbao                                  | Raimundo Lezama – Canito, Serafín Areta, Anselmo Aramberri – Manolín, Nando – Rafael Iriondo, Venancio Pérez, Zarra, José Luis Panizo , Agustín Gaínza Cheftrainer: José Iraragorri | José Luis Saso – Francisco Lesmes, Joan Babot, Rafael Lesmes – Juan Antonio Ortega, Isidro Lasala – Apolinar Revuelta, Gerardo Coque, Julián Vaquero , Emilio Aldecoa, Francisco Juanco Cheftrainer: Antonio Barrios | Real Valladolid |
| Atlético Bilbao                                  | 1:0 Zarra (15.) 2:1 Zarra (94.) 3:1 Zarra (96.) 4:1 Zarra (117.) | 1:1 Gerardo Coque (85.) | Real Valladolid |
| 28. Mai 1950 in Madrid (Nuevo Estadio Chamartín) | | |                 |
| Ergebnis: 4:1 n. V. (1:1, 1:0)                   | | |                 |
| Zuschauer: 80.000                                | | |                 |
| Schiedsrichter: Ramón Azón Roma                  | | |                 |